# Маковски окръг
Маковски окръг (на полски: Powiat makowski) е окръг в Североизточна Полша, Мазовско войводство. Заема площ от 1064,67 км2. Административен център е град Маков Мазовецки.

## География
Окръгът се намира в историческата област Мазовия. Разположен е в северната част на войводството.

## Население
Населението на окръга възлиза на 46 836 души (2013 г.). Гъсотата е 44 души/км2.

## Административно деление
Административно окръгът е разделен на 10 община.
Градска община:
- Маков Мазовецки

Градско-селска община:
- Община Рожан

Селски общини:
- Община Жевне
- Община Карнево
- Община Красношелц
- Община Млинаже
- Община Плоняви-Брамура
- Община Сипнево
- Община Червонка
- Община Шелков

## Фотогалерия
- Маков Мазовецки
- Рожан